# Øystre Slidre
Øystre Slidre ist eine Kommune im norwegischen Fylke Innlandet. Die Kommune hat 3311 Einwohner (Stand: 1. Januar 2025). Verwaltungssitz ist die Ortschaft Heggenes.

## Geografie

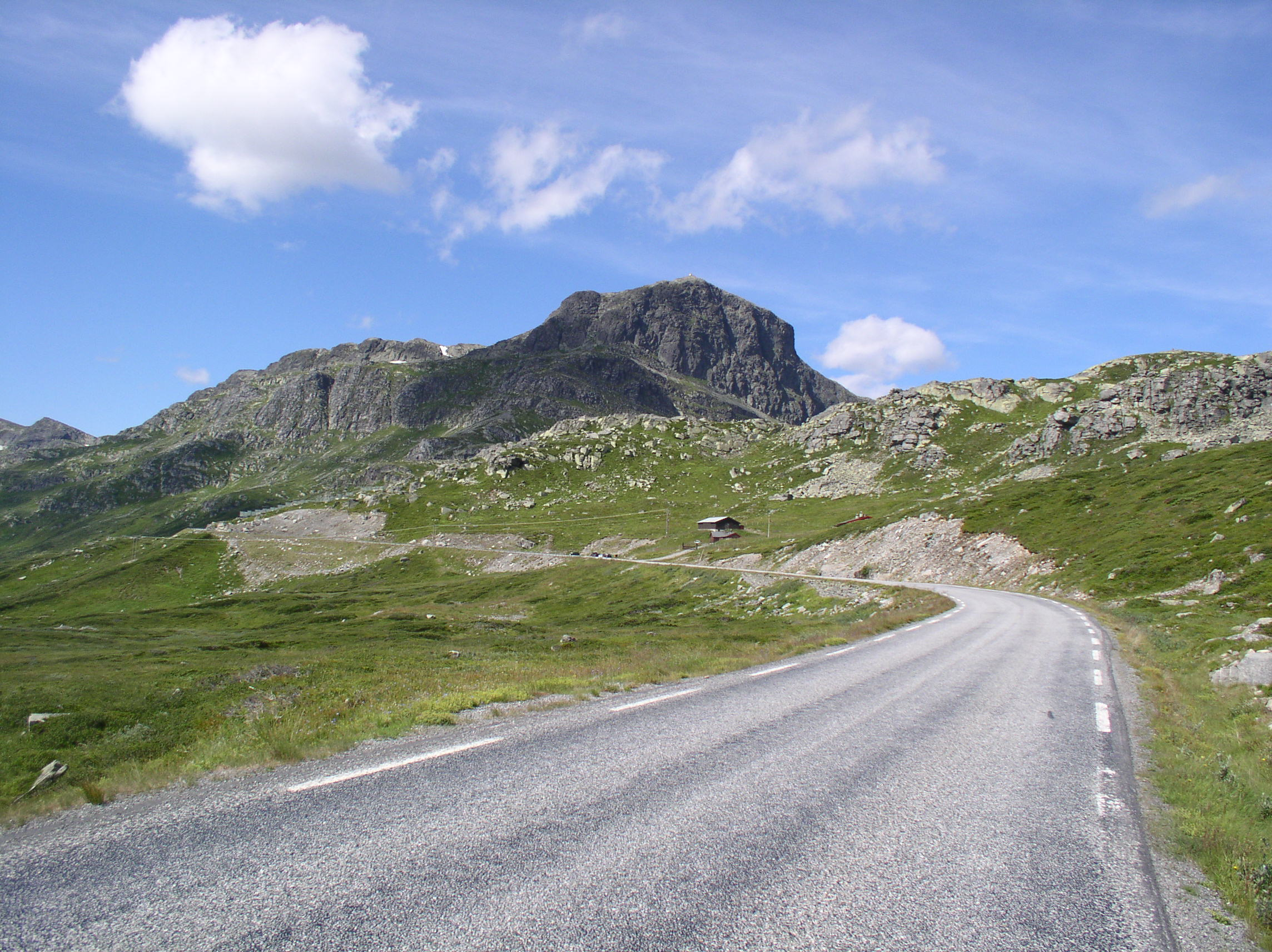
Das Bitihorn

Die Gemeinde liegt in der Landschaft Valdres und grenzt an Vågå im Norden, Nord-Fron, Sør-Fron und Gausdal im Osten, Nord-Aurdal im Süden sowie an Vestre Slidre und Vang im Westen. Vor allem im Norden und Osten der Gemeinde liegen höhere Erhebungen wie das Bitihorn. Das Areal im Südwesten ist hingegen flacher. Die höchste Erhebung ist der Berg Austre Rasletinden mit einer Höhe von 2010 moh. Im Norden der Kommune liegt der See Vinstre. Über das gesamte Gemeindegebiet finden sich mehrere Moorflächen wieder.

## Einwohner
Die dichteste Besiedlung liegt im Haupttal der Gemeinde vor. Die Anzahl der Einwohner ist leicht ansteigend. In der Gemeinde liegen mehrere sogenannte Tettsteder, also mehrere Ansiedlungen, die für statistische Zwecke als eine städtische Siedlung gewertet werden. Diese sind Moane mit 350, Beitostølen mit 342 und Heggenes mit 314 Einwohnern (Stand: 1. Januar 2024).
Die Einwohner der Gemeinde werden Øystreslidring genannt. Offizielle Schriftsprache ist wie in nur wenigen Kommunen in Innlandet Nynorsk, die weniger weit verbreitete der beiden norwegischen Sprachformen.
| Jahr          | 1986 | 1990 | 1995 | 2000 | 2005 | 2010 | 2015 | 2020 | 2025 |
| ------------- | ---- | ---- | ---- | ---- | ---- | ---- | ---- | ---- | ---- |
| Einwohnerzahl | 3074 | 3120 | 3088 | 3060 | 3114 | 3216 | 3199 | 3229 | 3311 |

## Geschichte

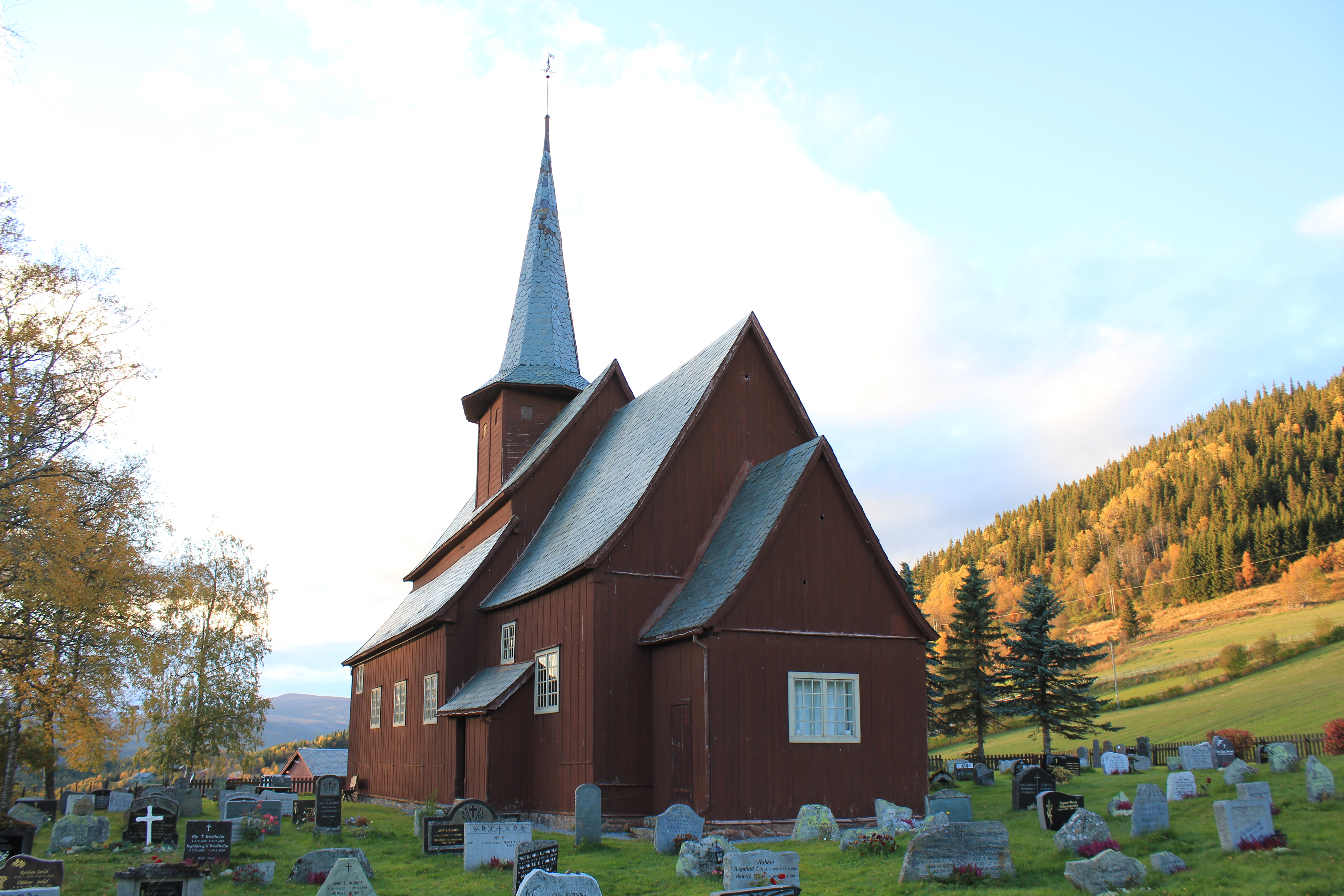
Stabkirche Hegge

Die Gemeinde Øystre Slidre entstand im Jahr 1849, als man Slidre in Øystre und Vestre Slidre aufspaltete. Øystre Slidre hatte zu diesem Zeitpunkt 2406 Einwohner, Vestre Slidre wurde von 3130 Personen bewohnt. Zum 1. Januar 1882 wurde ein Gebiet mit 31 Einwohnern von Vang nach Øystre Slidre überführt, zum 1. Januar 1899 ging ein unbewohntes Gebiet an Vestre Slidre über.
Bis zum 31. Dezember 2019 gehörte Øystre Slidre der damaligen Provinz Oppland an. Sie ging im Zuge der Regionalreform in Norwegen in die zum 1. Januar 2020 neu geschaffene Provinz Innlandet über.
Die Stabkirche Hegge ist eine Stabkirche aus dem 13. Jahrhundert. Weitere Kirchen sind unter anderem die Rogne kyrkje und die Volbu kyrkje.

## Wirtschaft und Infrastruktur

### Verkehr
Am Nordufer des Sees Vinstre führt der Jotunheimvegen vorbei. Die etwa 45 Kilometer lange Straße verbindet Bygdin mit Skåbu. Die Planungen für die Straße wurden in den 1950er-Jahren begonnen, der Straßenbau wurde durch die vielen Hochmoore der Region erschwert. In Nord-Süd-Richtung verläuft der Fylkesvei 51 durch die Orte Beitostølen, Hegge und Moane. Im Norden, außerhalb der Kommune mündet die Straße in den Riksvei 15, der Norwegen in Ost-West-Richtung durchquert. Etwas südlich von Øystre Slidre mündet die Straße in die Europastraße 16 (E16).

### Wirtschaft

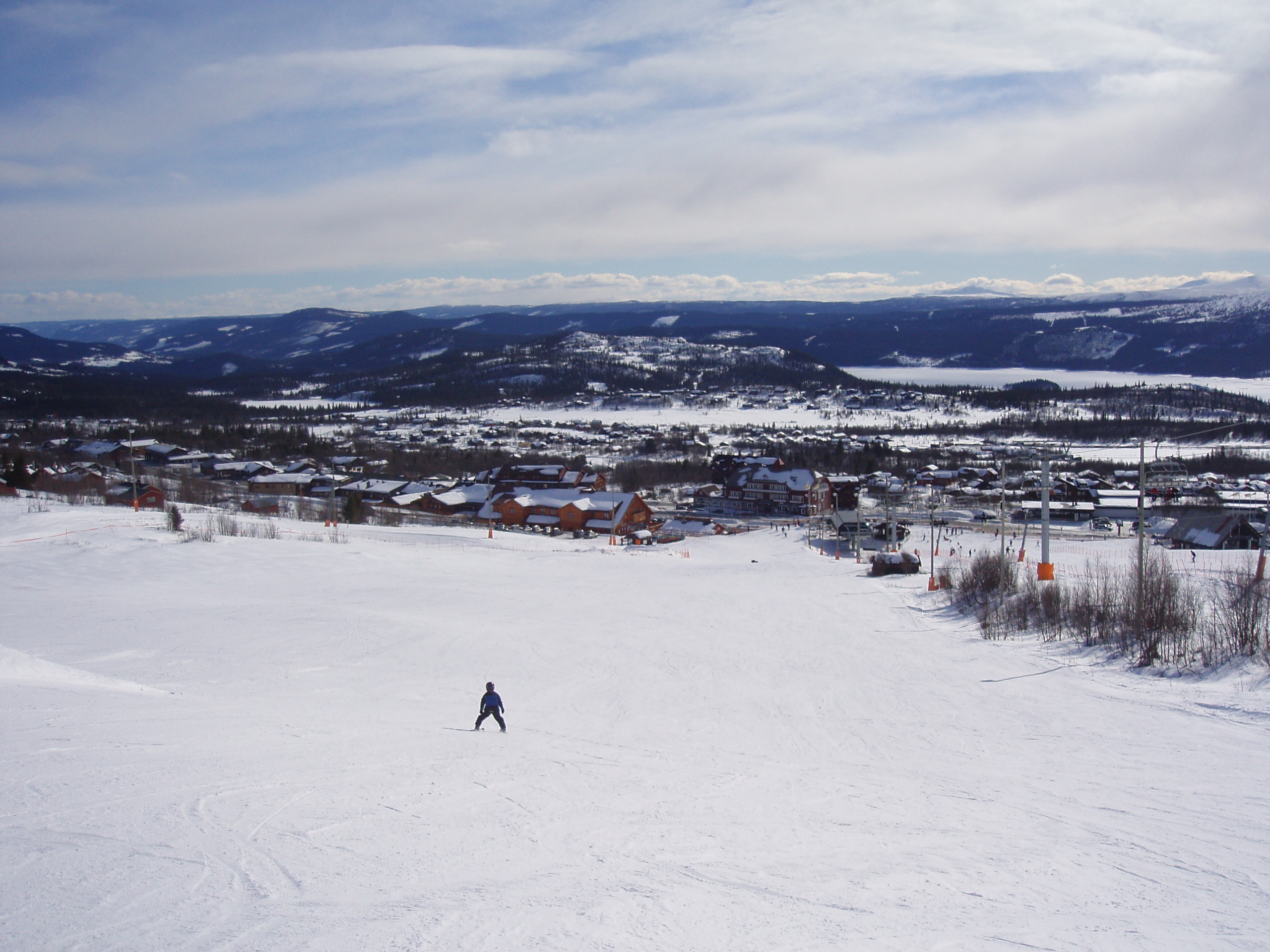
Skigebiet Beitostølen

Neben der öffentlichen Verwaltung und dem Dienstleistungssektor ist die Land- und Forstwirtschaft für viele ein wichtiger Wirtschaftsbereich. In der Landwirtschaft ist vor allem die Tierhaltung von größerer Bedeutung, wobei Rinder, Schafe und Ziegen verbreitet sind. Die landwirtschaftlich genutzten Flächen werden größtenteils als Wiesen zur Futterproduktion oder als Weiden verwendet. Vor allem rund um den Wintersportort Beitostølen ist auch der Tourismus eine bedeutende Einnahmequelle. Im Jahr 2020 arbeiteten von 1760 Arbeitstätigen 1123 in Øystre Slidre selbst, 389 weitere waren in Nord-Aurdal tätig. Der Rest verteilte sich auf Kommunen wie Vestre Slidre und Oslo.

## Name und Wappen
Das seit 1989 offizielle Wappen der Kommune zeigt blaue und silberne Schuppen. Sie sollen den lange Zeit in der Gemeinde abgebauten Schieferstein darstellen. Slidre wurde im Jahr 1264 im Zusammenhang als de Slidrum erwähnt, im Jahr 1363 folgte eine Erwähnung als a Slidrom. Der Name leitet sich möglicherweise vom altnordischen Wort „slíðr“ (deutsch: Scheide) ab. Der Name für das Gebiet stammt vielleicht auch von einem Bach ab. Der Name Øystre Slidre steht für „östliches Slidre“, der Name entstand bei der Teilung der Kommune Slidre im Jahr 1849.

## Persönlichkeiten
- Gudbrand Skatteboe (1875–1965), Sportschütze
- Olav T. Beito (1901–1989), Sprachwissenschaftler